# متصدی
متصدی کسی است که مباشر کار و سمتی باشد. یکی از مقام‌های اداری پایین‌تر از مسؤول و بالاتر از کارمند ساده است. عنوانی است که گاهی برای دارنده یک پست سیاسی مورد استفاده قرار می‌گیرد.
در صورتی که فرد متصدی برای تصدی آن بار دیگر نامزد شود، بازنامزد نامیده می‌شود؛ مانند نامزدی دوبارهٔ رئیس‌جمهور متصدی برای دورهٔ دوم.